# Sint-Margaretakerk (Sint-Margriete)
De Sint-Margaretakerk is de kerk van Sint-Margriete, een deelgemeente van Sint-Laureins in de Belgische provincie Oost-Vlaanderen. Ze werd gebouwd in 1881-1882.
De kerk is toegewijd aan Margaretha van Antiochië en is de vijfde kerk in dit dorp. Vroegere kerken die op diverse locaties stonden verdwenen door overstromingen van de Westerschelde.
De kuip van de gotische doopvont, schilderijen en het Sint-Margaretabeeld uit 1750 van de Brugse beeldhouwer Pieter van Walleghem zijn voorwerpen uit vroegere kerken.
Boven het neogotische hoofdaltaar uit 1898 is een retabel opgesteld dat de marteldood van Margareta voorstelt.

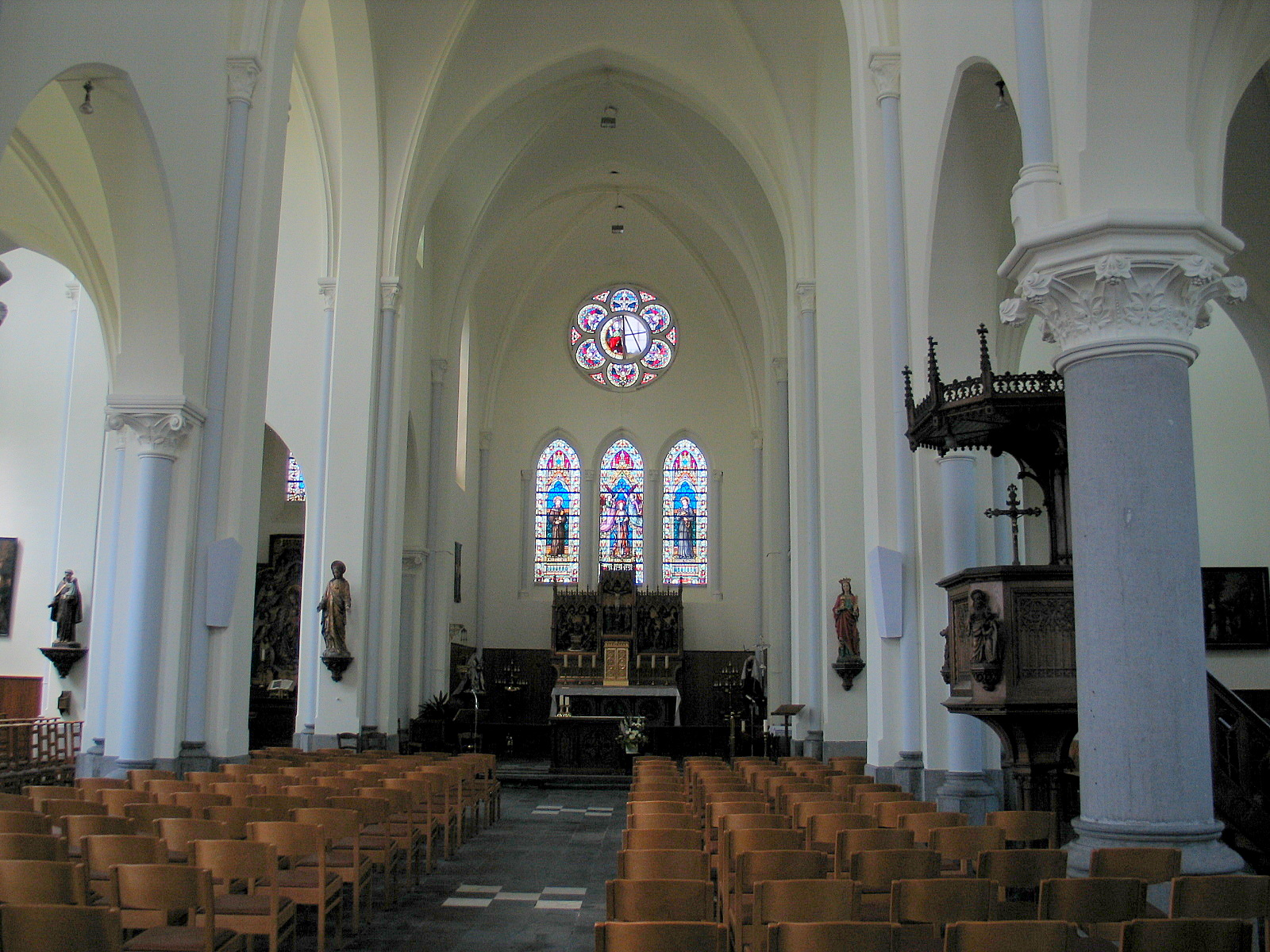
Interieur van de kerk
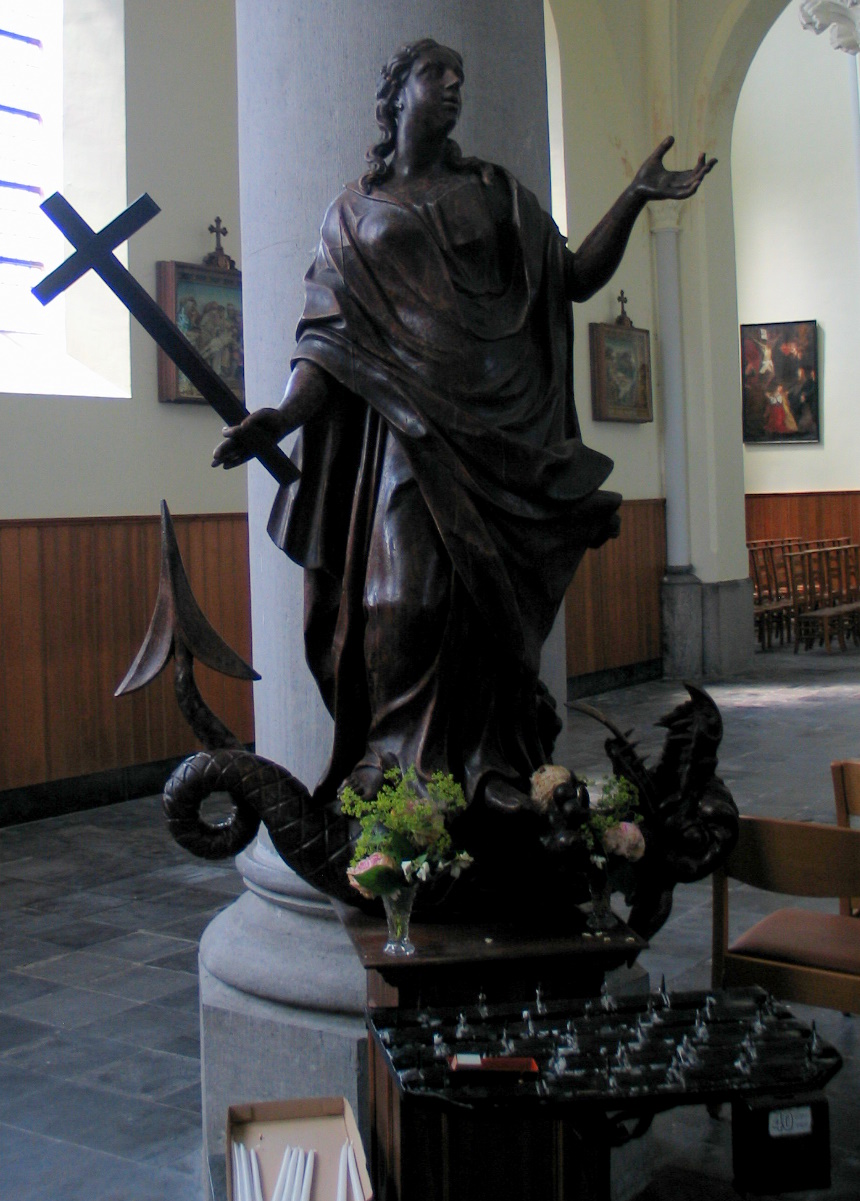
de heilige Margareta in de Sint-Margaretakerk